# Raionul Haivoron, Kirovohrad
Haivoron (în ucraineană Гайворонський район, transliterat: Haivoronskîi raion) este un raion în regiunea Kirovohrad, Ucraina. Reședința sa este orașul Haivoron.

## Demografie
Componența lingvistică a raionului Haivoron
     Ucraineană (96,54%)
     Rusă (2,9%)
     Alte limbi (0,38%)
Conform recensământului din 2001, majoritatea populației raionului Haivoron era vorbitoare de ucraineană (96,54%), existând în minoritate și vorbitori de rusă (2,9%).